# NXT Stand & Deliver (2025)
Stand & Deliver (2025) – piąta gala wrestlingu w chronologii cyklu NXT Stand & Deliver, wyprodukowana przez federację WWE dla zawodników z brandu NXT. Odbyła się 19 kwietnia 2025 w ramach weekendu WrestleManii 41 w T-Mobile Arena na przedmieściach Las Vegas w Paradise w stanie Nevada, która odbyła się tego samego dnia, co noc pierwsza WrestleManii 41, ze specjalną godziną rozpoczęcia o 13:00 czasu wschodniego. Był to pierwszy Stand & Deliver transmitowany na żywo w serwisie Netflix na większości rynków poza Stanami Zjednoczonymi po fuzji WWE Network w ramach usługi w styczniu 2025 roku w dotkniętych obszarach.
Na gali odbyło się sidem walk, w tym jedna na pre-show Countdown to Stand & Deliver. W walce wieczoru, Oba Femi pokonał Je’Vona Evansa i Tricka Williamsa, aby zachować NXT Championship. W innych ważnych walkach, Sol Ruca wygrała zwakowany NXT Women’s North American Championship w ladder matchu, a Hank and Tank (Hank Walker i Tank Ledger) pokonali Fraxiom (Nathana Frazera i Axioma), aby wygrać NXT Tag Team Championship.

## Produkcja

### Tło
Stand & Deliver to coroczna gala wrestlingu organizowana podczas tygodnia WrestleManii przez WWE dla jej rozwojowego brandu NXT od 2021 roku. 30 stycznia 2025 roku ogłoszono, że piąte doroczne wydarzenie NXT Stand & Deliver odbędzie się w sobotę 19 kwietnia 2025 roku w T-Mobile Arena na przedmieściach Las Vegas w Paradise w stanie Nevada. Odbędzie się w godzinach popołudniowych pierwszej nocy WrestleManii 41. Oprócz Peacock w Stanach Zjednoczonych, będzie to pierwszy Stand & Deliver transmitowany na żywo w serwisie Netflix na większości innych rynków międzynarodowych i WWE Network we wszystkich pozostałych krajach, które nie zostały jeszcze przeniesione do Netflix z powodu wcześniej obowiązujących umów. To oznacza pierwsze Stand & Deliver, które będzie transmitowane na żywo w serwisie Netflix po połączeniu WWE Network w ramach usługi w styczniu na tych obszarach. Począwszy od Halloween Havoc w 2024 roku, wszystkie główne wydarzenia NXT wykorzystywały teraz logo WWE, dzięki czemu pierwsze wydarzenie Stand & Deliver wykorzystywało logo promocji od momentu jej powstania.

### Rywalizacje
NXT Stand & Deliver oferowało walki profesjonalnego wrestlingu z udziałem wrestlerów należących do brandu NXT. Wyreżyserowane rywalizacje (storyline’y) były kreowane podczas cotygodniowych gal NXT. Wrestlerzy są przedstawieni jako heele (negatywni, źli zawodnicy i najczęściej wrogowie publiki) i face’owie (pozytywni, dobrzy i najczęściej ulubieńcy publiki), którzy rywalizują pomiędzy sobą w seriach walk mających budować napięcie. Kulminacją rywalizacji jest walka wrestlerska lub ich seria.

#### Pojedynek o NXT Championship
Na NXT: New Year’s Evil, Oba Femi pokonał poprzedniego mistrza Tricka Williamsa i Eddy’ego Thorpe’a w triple threat matchu zdobywając NXT Championship. Williams następnie rozpoczął walkę z Thorpem w ramach dążenia do odzyskania tytułu. W tym czasie Williams i Je’Von Evans zaangażowali się w kilka konfrontacji, a Williams ostrzegł Evansa, by nie wchodził mu w drogę i że nie jest gotowy, by zostać mistrzem. Na odcinku NXT z 18 marca Williams pokonał Thorpe’a w NXT Underground matchu, aby zakończyć ich waśń. Po walce Williams zawołał Femiego, zanim obaj mężczyźni zostali otoczeni przez Darkstate (Dion Lennox, Cutler James, Osiris Griffin i Saquon Shugars), którzy zaatakowali Femiego podczas Vengeance Day w ich debiucie i Evansa na Roadblock po ich walkach. Następnie Femi i Williams wdali się w bójkę, po czym pojawił się Evans i powalił Femiego. Tydzień później Evans rzucił wyzwanie Lexisowi Kingowi o NXT Heritage Cup, ale przegrał walkę przez wyliczenie pozaringowe po ingerencji Femiego. Po walce Femi i Evans, po raz kolejny otoczeni przez Darkstate, zaangażowali się w bójkę, zanim pojawił się Williams i powalił Evansa. Tydzień później Williams ponownie wezwał Femiego, zanim Evans przerwał, również chcąc walki o tytuł. Generalna Menadżerka NXT Ava ogłosiła, że Femi będzie bronił tytułu zarówno przeciwko Williamsowi, jak i Evansowi w triple threat matchu na Stand & Deliver. Następnie wszyscy trzej mężczyźni zostali zaatakowani przez Darkstate. Później tej nocy ogłoszono, że walka będzie walką wieczoru Stand & Deliver.

#### Pojedynek o NXT Women’s North American Championship
Podczas Vengeance Day, Stephanie Vaquer wygrała NXT Women’s North American Championship pokonując Fallon Henley, a następnie wygrała NXT Women’s Championship pokonując Giulię w Winner Takes All matchu podczas NXT: Roadblock w następnym miesiącu, stając się pierwszą w historii NXT podwójną mistrzynią kobiet. Na odcinku NXT z 1 kwietnia, Generalna Menadżerka Ava ogłosiła, że Vaquer zwakuje NXT Women’s North American Championship z powodu posiadania NXT Women’s Championship, a także da więcej możliwości dywizji kobiet NXT. Następnie ogłoszono, że następna mistrzyni zostanie wyłoniona w ladder matchu sześciu kobiet podczas Stand & Deliver. Walki kwalifikacyjne rozpoczęły się tej nocy, a Zaria i Kelani Jordanstały się pierwszą i drugą uczestniczką walki, pokonując odpowiednio Lash Legend i Roxanne Perez. W kolejnym odcinku Sol Ruca i Izzi Dame zostały trzecią i czwartą kwalifikantką, pokonując odpowiednio Jazmyn Nyx i Wren Sinclair. W odcinku z 15 kwietnia Lola Vice i powracająca Thea Hail zostały piątą i szóstą kwalifikantką, pokonując odpowiednio Tatum Paxley i Karmen Petrovic.

#### Pojedynek o NXT Women’s Championship
Na NXT: Roadblock, Stephanie Vaquer pokonała Giulię w Winner Takes All matchu, aby wygrać NXT Women’s Championship, zachowując jednocześnie NXT North American Championship. W następnym odcinku, podczas świętowania Vaquer, Jordynne Grace przerwała jej, pozornie chcąc walki o tytuł, zanim została zaatakowana przez Jaidę Parker, stwierdzając, że będzie kolejną pretendentką. W następnym odcinku Vaquer z powodzeniem obroniła swój NXT Women’s Championship przeciwko Parker po tym, jak została rozproszona przez Grace. W odcinku z 1 kwietnia, decydując się na zrzeczenie się NXT Women’s North American Championship, Vaquer zgodziła się z decyzją Generalnej Menadżerki NXT Avy pod jednym warunkiem: Vaquer mogła wybrać własną przeciwniczkę o NXT Women’s Championship na Stand & Deliver, a Ava zastosowała się do tego. Vaquer została przerwana zarówno przez Grace, jak i Parker, a po wymianie słów doszło do bójki między dwiema kobietami. Po kolejnej awanturze za kulisami ogłoszono, że Grace zmierzy się z Parker w następnym tygodniu. Tam mecz zakończył się bez rezultatu po ingerencji Vaquer. Następnie Vaquer została zaatakowana zarówno przez Grace, jak i Parker, która została uratowana przez powracającą Giulię, która następnie zwróciła się przeciwko Vaquer i zaatakowała ją, zmieniając się przy tym w heela. Później tej nocy Giulia wyzwała Vaquer do rewanżu na Stand & Deliver, a Vaquer ogłosiła, że zmierzy się z Giulią, Grace i Parker w fatal 4-way matchu.

#### Pojedynek o NXT Tag Team Championship
Pod koniec marca i na początku kwietnia Hank Walker i Tank Ledger cierpieli na kryzys tożsamości i przegrali z kilkoma tag teamami NXT. Po przegraniu kolejnej walki w odcinku NXT z 8 kwietnia, Walker i Ledger wyrazili swoją frustrację, zanim otrzymali mowę motywacyjną od WWE Tag Team Championów ze SmackDown The Street Profits (Angelo Dawkins i Montez Ford), którzy ogłosili, że zwycięzcy tag team gauntlet matchu w następnym tygodniu zmierzą się z Nathanem Frazerem i Axiomem o NXT Tag Team Championship na Stand & Deliver. Walkę wygrali Walker i Ledger.

#### Pojedynek o NXT North American Championship
Po debiucie w NXT na odcinku z 11 lutego, Ricky Saints rozpoczął misję zdobycia sławy w NXT. W tym czasie Saints miał kilka konfrontacji z byłym kolegą z All Elite Wrestling Ethanem Pagem, który nazwał Saintsa "outsiderem", mimo że sam Page zadebiutował w NXT w podobny sposób w poprzednim roku. Na odcinku NXT z 1 kwietnia Saints pokonał Shawna Spearsa, aby wygrać NXT North American Championship. Podczas świętowania Saints został zaatakowany przez Page’a, który później pozował z tytułem. W następnym odcinku Saints ponownie świętował zdobycie tytułu, ale zażądał, aby Page wyszedł i zmierzył się z nim. Jednak NXT Heritage Cup Champion Lexis King, Eddy Thorpe i Wes Lee przerwali i dyskutowali, dlaczego zasługują na walkę o tytuł. Następnie Saints został zaatakowany od tyłu przez Page’a. Następnie doszło do bójki między Kingiem, Thorpem, Lee i Pagem. Później tej nocy ogłoszono, że fatal 4-way match odbędzie się w następnym tygodniu, a zwycięzca zmierzy się z Saintsem o tytuł na Stand & Deliver. Walkę wygrał Page.

#### Fatal 4-way tag team elimination match
W odcinku NXT z 8 kwietnia, Meta-Four (Lash Legend i Jakara Jackson), Fatal Influence (Fallon Henley, Jacy Jayne i Jazmyn Nyx) oraz Roxanne Perez poszły porozmawiać z Generalnąś Menadżerką NXT Avą o walce ostatniej szansy o miejsce w ladder matchu o NXT Women’s North American Championship na Stand & Deliver, ale Ava ogłosiła, że nie będzie ostatniej szansy, ku wielkiemu przerażeniu wszystkich kobiet. Perez zażądała rywalizacji na tym wydarzeniu, a Ava powiedziała wtedy, że ma pomysł na walkę na tym wydarzeniu, a Perez stwierdziła, że lepiej byłoby, gdyby nie był to tag team match, ponieważ nie miałaby partnerki. W następnym odcinku Ava ogłosiła, że Meta-Four, Fatal Influence oraz Gigi Dolin i Tatum Paxley wezmą udział w triple threat tag team matchu, aby wyłonić pretendentki nr 1 do WWE Women’s Tag Team Championship w odcinku NXT z 22 kwietnia, przy czym Ava stwierdziła, że jeśli Perez znajdzie partnerkę, walka będzie fatal 4-way tag team matchem. Później tej samej nocy ogłoszono, że Cora Jade będzie partnerką Perez, a także ogłoszono, że walkę będzie walkę eliminacyjną i odbędzie się na Countdown to Stand & Deliver pre-show.

#### The D’Angelo Family vs. DarkState
Po utracie NXT North American Championship, Tony D’Angelo pozwolił swojemu podwładnemu, Channingowi "Stacks" Lorenzo, przejąć większą rolę przywódczą w The D’Angelo Family. W odcinku NXT z 18 marca Lorenzo, Luca Crusifino i Adriana Rizzo rywalizowali w six-person mixed tag team matchu, podczas gdy D’Angelo obserwował za kulisami. Następnie został zaatakowany przez Darkstate (Dion Lennox, Cutler James, Saquon Shugars i Osiris Griffin), rozpraszając grupę na tyle długo, że kosztowało ich to walkę. Po zebraniu większej ilości informacji na temat Darkstate, w odcinku NXT z 8 kwietnia, Lorenzo wyzwał Darkstate na spotkanie z nim na parkingu w następnym tygodniu, bez wiedzy D’Angelo, gdzie on i Crusifino zaangażowali się w okrutną bójkę z Darkstate, który uzyskał przewagę, dopóki D’Angelo nie przybył, aby wyrównać szanse. D’Angelo skonfrontował się z Lorenzo za to, że nie skonsultował się z nim w sprawie tego planu, mówiąc, że nie poradzą sobie z Darkstate na parkingu, ale zamiast tego na Stand & Deliver. Później tej nocy ogłoszono, że D’Angelo, Lorenzo i Crusifino zmierzą się z trzema członkami Darkstate w six-man tag team matchu na Stand & Deliver.

## Wyniki walk
| Nr                                                                   | Wyniki | Stypulacje                                                                                        | Czas  |
| -------------------------------------------------------------------- | --- | ------------------------------------------------------------------------------------------------- | ----- |
| 1P                                                                   | Tatum Paxley i Gigi Dolin (z Shotzi) pokonały Meta-Four (Lash Legend i Jakarę Jackson), Fatal Influence (Fallon Henley i Jacy Jayne) (z Jazmyn Nyx) oraz Roxanne Perez i Corę Jade                            | Fatal 4-way tag team elimination match o miano pretendentkek do WWE Women’s Tag Team Championship | 12:51 |
| 2                                                                    | Ricky Saints (c) pokonał Ethana Page’a poprzez pinfall | Singles match o NXT North American Championship                                                   | 12:43 |
| 3                                                                    | Hank and Tank (Hank Walker i Tank Ledger) pokonali Fraxiom (Nathana Frazera i Axioma) (c) poprzez pinfall | Tag team match o NXT Tag Team Championship                                                        | 13:56 |
| 4                                                                    | Sol Ruca pokonała Zarię, Kelani Jordan, Izzi Dame, Lolę Vice i Theę Hail | Ladder match o zwakowany NXT Women’s North American Championship                                  | 14:40 |
| 5                                                                    | DarkState (Dion Lennox, Saquon Shugars i Osiris Griffin) (z Cutlerem Jamesem) pokonali The D’Angelo Family (Tony’ego D’Angelo, Channinga "Stacks" Lorenzo i Lucę Crusifino) (z Adrianą Rizzo) poprzez pinfall | Six-man tag team match                                                                            | 13:13 |
| 6                                                                    | Stephanie Vaquer (c) pokonała Giulię, Jordynne Grace i Jaidę Parker poprzez pinfall | Fatal 4-way match o NXT Women’s Championship                                                      | 16:29 |
| 7                                                                    | Oba Femi (c) pokonał Tricka Williamsa i Je’Vona Evansa poprzez pinfall | Triple threat match o NXT Championship                                                            | 16:58 |
| (c) – mistrz/mistrzyni przed walkąP – walka miała miejsce w pre-show | |                                                                                                   |       |

### Fatal 4-way tag team elimination match
| Nr eliminacji | Wrestlerka                | Drużyna                                      | Wyeliminowane przez       | Metoda eliminacji                      | Czas  |
| ------------- | ------------------------- | -------------------------------------------- | ------------------------- | -------------------------------------- | ----- |
| 1             | Lash Legend               | Meta-Four (Lash Legend i Jakara Jackson)     | Roxanne Perez i Corę Jade | Przypięta po otrzymaniu Pop Rox        | 7:30  |
| 2             | Cora Jade                 | Roxanne Perez i Cora Jade                    | Tatum Paxley i Gigi Dolin | Przypięta ruchem roll-up z asystą      | 9:20  |
| 3             | Jacy Jayne                | Fatal Influence (Fallon Henley i Jacy Jayne) | Tatum Paxley i Gigi Dolin | Przypięta po otrzymaniu Cemetary Drive | 12:51 |
| Zwyciężczynie | Tatum Paxley i Gigi Dolin | Tatum Paxley i Gigi Dolin                    | –                         | –                                      | 12:51 |